# Samuel Ortiz Basualdo
Samuel Ortiz Basualdo (Buenos Aires, Argentina, 14 de agosto de 1891 - Buenos Aires, 30 de mayo de 1945) fue un político, abogado y banquero argentino perteneciente al Partido Demócrata Nacional, por el que fue diputado nacional en dos periodos, 1936-1940 y 1942-1943, cuando su mandato fue interrumpido por el golpe de Estado de 1943.

## Biografía
Samuel Ortiz Basualdo nació en la Capital Federal el 14 de agosto de 1891 en el seno de una familia de hacendados integrada por el matrimonio de Manuel Ortiz Basualdo y Ana Edelmira de Elía.
En 1912, Ortiz Basualdo se doctoró en jurisprudencia en la Facultad de Derecho de la Universidad de Buenos Aires. Estrechamente vinculado por lazos de familia a los calificados círculos de las actividades generales del país, fue designado miembro del directorio del Banco Español del Río de la Plata y de otras empresas de carácter financiero y comercial. Sus conocimientos en el área, y su prestigio personal, lo llevaron a ocupar un puesto en el directorio de la Caja de Conversión en 1920 y diez años más tarde, en 1930, fue designado presidente de la misma entidad. 
No fue ajeno a los requerimientos de la actividad cívica. Sus convicciones políticas lo hicieron militante del Partido Demócrata Nacional y en representación del pueblo de la provincia de Buenos Aires ocupó una banca en la Cámara de Diputados en el período 1936-40 y luego desde 1942 hasta el golpe de Estado de junio de 1943. También fue convencional constituyente en 1934 durante las sesiones para reformar la Constitución de la provincia de Buenos Aires. 
Ortiz Basualdo falleció sorpresivamente a sus 54 años en la Capital Federal, el 30 de mayo de 1945. 